# Hypsicalotes kinabaluensis
Hypsicalotes kinabaluensis is een hagedis uit de familie agamen (Agamidae).

## Naam en indeling
De wetenschappelijke naam van de soort werd voor het eerst voorgesteld door Pedro de Grijs in 1937. Oorspronkelijk werd de naam Calotes kinabaluensis gebruikt. Lange tijd behoorde de hagedis tot het geslacht Calotes, in 1994 werd het dier in het geslacht Bronchocela geplaatst en in 2000 is de soort naar het geslacht Hypsicalotes verhuisd door Manthey en Denzer. Het is de enige soort uit het monotypische geslacht Hypsicalotes.
De soortaanduiding kinabaluensis betekent vrij vertaald 'wonend op Gunung Kinabalu', dit is een berg in Maleisië waar de soort voorkomt. De wetenschappelijke geslachtsnaam Hypsicalotes betekent vrij vertaald 'hoge calotes'; hypsi = hoog en calotes verwijst naar het geslacht prachtagamen (Calotes).

## Uiterlijke kenmerken
De kopromplengte is ongeveer 15 centimeter, de staart is langer dan het lichaam en ook de poten zijn relatief lang. Onder het trommelvlies is een vergrote schub aanwezig. De schubben aan de keel zijn losstaand van de huid, de hagedis heeft een uitstulpbare keelzak die naar voren kan worden gebracht waarbij de stekelige schubben worden getoond.
De lichaamskleur is overwegend groen aan de bovenzijde, vaak met bruine tot zwarte vlekken die vaak vlekkenrijen of soms strepen vormen. De kleur van de buik is bruin en heeft een afstekende groene vlektekening. Op het midden van het lichaam zijn 51 tot 54 rijen schubben in de lengte gelegen.

## Verspreiding en habitat
Hypsicalotes kinabaluensis komt voor in Azië, in delen van zowel Indonesië als Maleisië.
De habitat bestaat uit ongerepte tropische bossen op enige hoogte boven zeeniveau. Hypsicalotes kinabaluensis is aangetroffen op een hoogte van ongeveer 900 tot 1600 meter boven zeeniveau. Waarschijnlijk leeft de hagedis voornamelijk in de bladerlaag van bomen. De vrouwtjes zetten eieren af.

## Beschermingsstatus
Door de internationale natuurbeschermingsorganisatie IUCN is de beschermingsstatus 'onzeker' toegewezen (Data Deficient of DD).